# Катастрофа Як-42 під Наровлею
Катастрофа Як-42 під Наровлею — велика авіаційна катастрофа, що сталася в понеділок 28 червня 1982 року. Пасажирський авіалайнер Як-42 авіакомпанії «Аерофлот» виконував плановий рейс SU-8641 за маршрутом Ленінград—Київ, але через 1 годину та 50 хвилин після зльоту з аеропорту «Пулково» (Ленінград) літак впав на землю неподалік села Вербовичі (Наровлянський район, Гомельська область, Білоруська РСР). Загинули всі 132 людини, що знаходилися на борту (124 пасажири та 8 членів екіпажу).
Катастрофа рейсу 8641 стала першою та найбільшою катастрофою в історії літака Як-42; після розпаду СРСР залишається найбільшою авіакатастрофою в історії Білорусі.
А також авіакатастрофа під Наровлею стала найбільшою в історії літака Як-42 та всіх літаків ДКБ імені Яковлєва.

## Літак

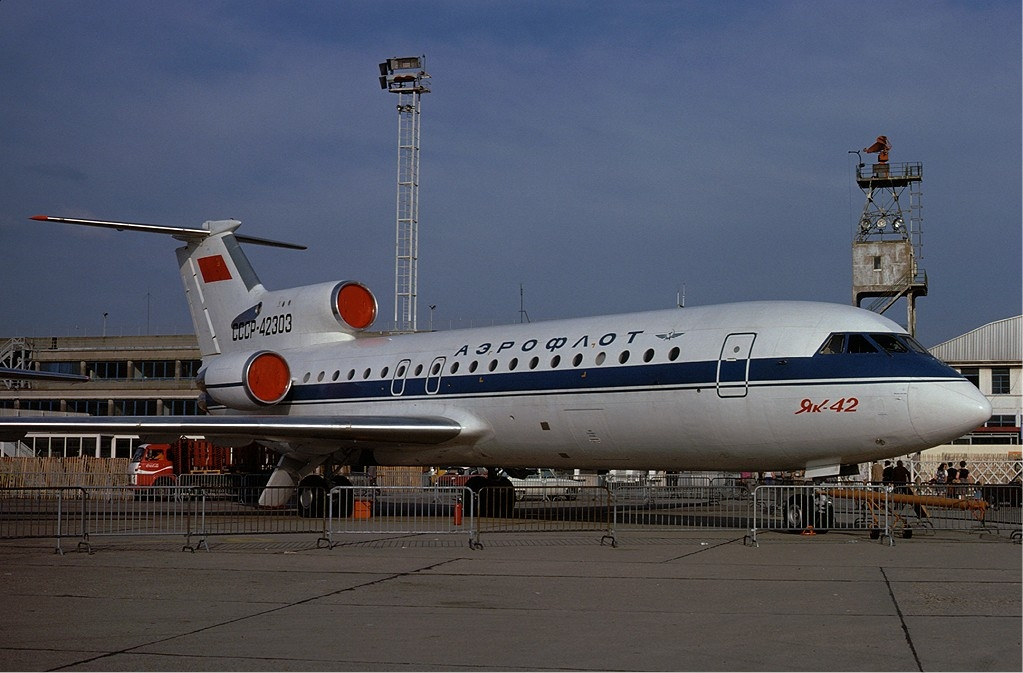
Як-42 авіакомпанії Аерофлот, ідентичний до того, що зазнав катастрофи.

Як-42 (реєстраційний номер СССР-42529, заводський 11040104, серійний 04-01) був випущений Саратовським авіаційним заводом, свій перший політ здійснив 21 квітня 1981 року. 1 липня того ж року був переданий МЦА СРСР і надійшов до 1-го Ленінградського ОАВ, авіакомпанії «Аерофлот» (Ленінградське УЦА). Оснащений трьома турбовентиляторними двигунами Д-36 ЗМКБ «Прогрес» імені О. Г. Івченка. На день катастрофи здійснив 496 циклів «зліт-посадка» та налітав 795 годин.

## Екіпаж
Літаком керував досвідчений екіпаж 344-го льотного загону, його склад був таким:
- Командир повітряного судна (КПС) — 34-річний В'ячеслав Миколайович Мусинський. Народився 23 жовтня 1947 року.
- Другий пілот — 32-річний Олександр Сергійович Стігарьов. Народився 15 липня 1949 року.
- Штурман-стажер — 29-річний Віктор Іванович Кедров. Народився 17 вересня 1952 року.
- Бортмеханік — 43-річний Микола Семенович Виноградов. Народився 22 липня 1937 року.

У салоні літака працювали четверо бортпровідників:
- Ганна Миколаївна Шейкіна, 42 роки (народилася 9 лютого 1940 року).
- Тамара Михайлівна Васищева, 40 років (народилася 25 вересня 1941 року).
- Ольга Павлівна Павлова, 34 роки (народилася 1 грудня 1947 року).
- Юрій Борисович Рябов, 23 роки (народився 13 травня 1959 року).

## Хронологія подій
Рейс SU-8641 вилетів з Ленінграда до Києва о 09:01 MSK з однохвилинною затримкою через пасажира, що запізнився, після чого зайняв ешелон 9100 метрів. Всього на борту літака були 8 членів екіпажу та 124 пасажири — 113 дорослих та 11 дітей.

## Розслідування
У розслідуванні причин катастрофи брав участь Олександр Яковлєв, генеральний конструктор ДКБ імені Яковлєва.
Першопричиною катастрофи рейсу 8641 стала катастрофічна відмова механізму перестановки стабілізатора (МПС), що є гвинтовим домкратом. Через проектно-конструктивну помилку гвинтова пара постійно знаходилася в умовах підвищеного зносу, характерного для етапу приробітку на кривій зносу пари тертя за часом; стирання витків гайки також сприяв невдалий вибір мастила.
При цьому механізм МПС не був заводським браком Саратовського авіазаводу; завод випускав МПС за усіх параметрів, закладених конструкторами (розміри різьблення, марки матеріалів, мастило тощо). Якби це був заводський брак, він виявився б на одиничних літаках, а не на всьому парку літаків даного типу. Регламент з огляду даного механізму МПС був такий, що при періодичних оглядах кожні 300 льотних годин ознаки підвищеного зношування гвинтової пари неможливо було виявити. В результаті цього різьблення настільки зносилося, що під час польоту рейсу 8641 відбулося роз'єднання гайки та гвинта. Так, як даний механізм є також передньою опорою для стабілізатора, то від повітряного потоку, що набігає, той швидко перейшов на максимальний кут, тим самим ввівши літак в пікірування. При подальшому зростанні швидкості через підвищений повітряний напор стався відрив стабілізатора, що в результаті призвело до появи крена, що швидко зростає вліво.

## Винуватці катастрофи
За випуск у серію дефектної конструкції механізму МПС, вироком Верховного суду РРФСР від 20 жовтня 1983 року до позбавлення волі на 2 роки за ст. 172 КК РРФСР (недбалість) з відстрочкою вироку (ст. 46-1 КК РРФСР) строком на 1 рік були засуджені керівники, які затвердили креслення МПС, що поставили на них свої підписи та печатки:
- Сергій Олександрович Андрєєв, 1932 року народження (50 років), уродженець Москви, росіянин, освіта — вища, одружений, член КПРС з 1964 року, раніше не судимий, заступник Головного конструктора Московського машинобудівного заводу «СКОРОСТЬ» (з 1976 року).
- Юрій Павлович Первушин, 1926 року народження (56 років), уродженець Дєдовська Істринського району Московської області, росіянин, освіта — вища. Закінчив Московський авіаційний інститут у 1954 році, одружений, член КПРС з 1956 року, раніше не судимий, начальник відділу механізмів Московського машинобудівного заводу «СКОРОСТЬ» (з 1975 року).
- Георгій Іванович Румянцев, 1927 року народження (55 років), уродженець Москви, росіянин, освіта — вища. Закінчив Московський авіаційний інститут у 1956 році, одружений, член КПРС з 1952 року, раніше не судимий, начальник бригади управління Московського машинобудівного заводу «СКОРОСТЬ» (з 1975 року).

## Наслідки
Після катастрофи під Наровлею експлуатація та виробництво Як-42 були припинені на 2 роки. При ретельному огляді всіх даних літаків підвищений знос різьблення приводу стабілізатора був виявлений на багатьох із них. Експлуатація та виробництво Як-42 було відновлено в 1984 році.
У 2021 році на 39 років на трагедії на місці падіння літака встановлено пам'ятник жертвам катастрофи,